# 双绞线以太网

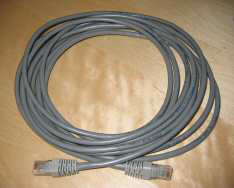
用于10BASE-T的双绞线缆

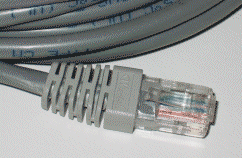
用于10BASE-T的8P8C型接头

双绞线以太网指的是一个以太网的物理层使用多根绝缘铜线电缆成对双绞来传送--也就是说，在这个网络裡互联网协议提供了数据链路层的服务。其他的以太网电缆标准适用同轴电缆或者光纤。
有许多种不同的标准适用于这种基的铜线的物理媒介。最广泛使用的包括10BASE-T、100BASE-TX和1000BASE-T (吉比特以太网), 速率分别为10 Mbit/s, 100 Mbit/s, and 1000 Mbit/s (1 Gbit/s)。这三种标准都使用相同的连接头。更高速的设计几乎都兼容较低速的标准，因此在大多数情况下不同速率标准的设备可以自由混合使用。它们都使用8个触点的水晶头，通常在双绞线以太网中叫做RJ45。线缆通常使用四对或者更多的双绞线。这三种标准中的每一个都同时支持全双工和半双工标准。按照标准，它们都在长达100米以上的距离正常运作。
标准名字来源于所使用的物理介质。数字指的是每秒最大理论传送兆数。BASE是英文baseband的缩写，表示没有使用频分复用或者其它频率转换技术；每一个信号在一个单一频率上完全控制线缆。T 代表双绞线缆，在这里每一对传送信号的双绞线互相缠绕以在( FEXT 和 NEXT 之间)减少电磁干扰和串扰。在同一种传送速率下有多种不同的标准，它们之间以一个字母或数字跟随T之后的方式来区隔，例如TX。某些高速标准使用同轴电缆，则分配代号为CX。

## 缆线

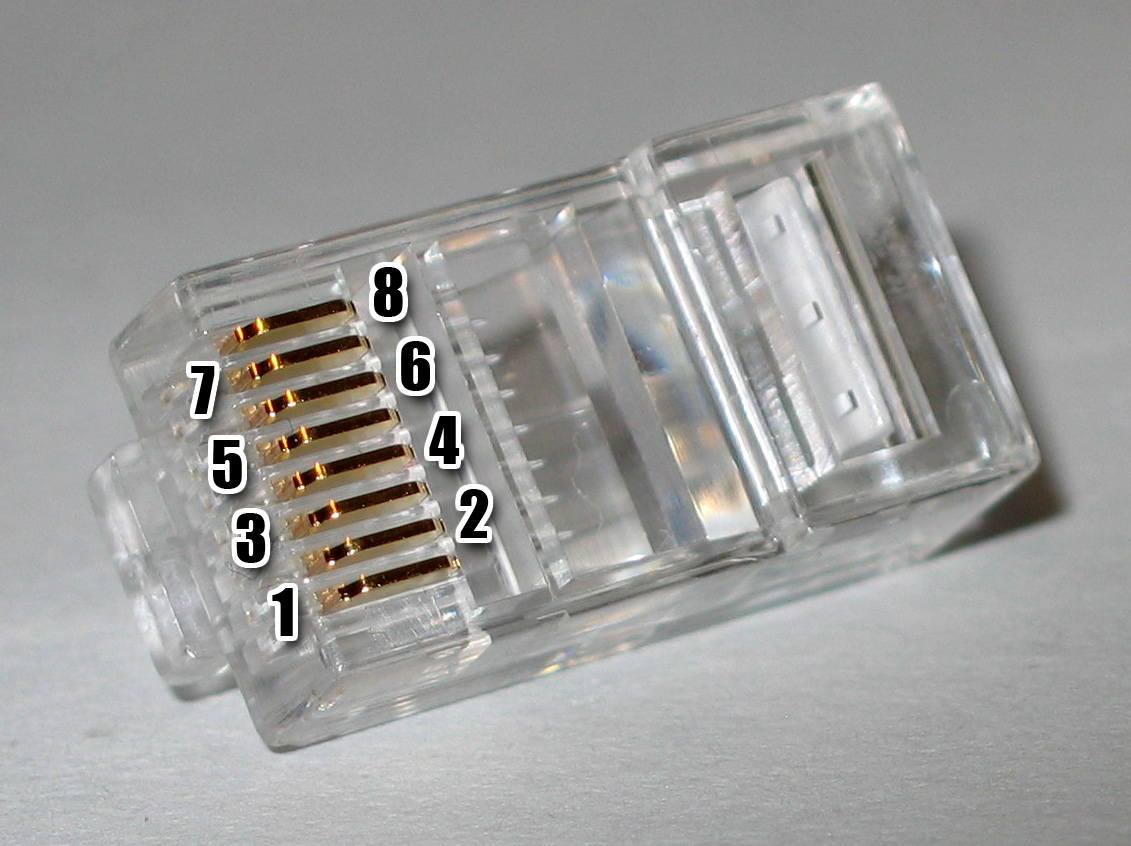
8P8C水晶头触点位置

双绞线以太网标准中大多数线缆是缠绕成「直连线」或称平行线(两端接头 pin 1 对 pin 1、pin 2 对 pin 2 等)，而其他情况下需要缠绕成「交叉线」或称跳線（即接受端对传送端同时传送端对接收端）。  
10BASE-T和100BASE-TX仅需要两对线即可运作，也即设备端的网卡仅使用了RJ-45接口中的两对针脚：pins 1 和 2 (发送信号)，pins 3 及 6 (接收信号)。由于10BASE-T和100BASE-TX仅需两对线而5类线有四对线，因此尽管不符标准但却的确可以在一根5类线缆上利用正常情况下未被使用的线对(pins 4–5、7–8)以10和100 Mbit/s的速率来同时运行两个网络。但是，1000BASE-T与以太网供电需要同时使用四对线。
T568A或T568B标准规定了双绞线的8根线接入RJ-45接口时的线序。两个标准的区别是：发送信号的一对线与接收信号的一对线交换了位置。习惯上为10或100 Mbit/s 以太网缠绕线缆是依据T568A或T568B标准。线缆一端为TIA-568A标准缠绕而另一端以TIA-568B标准缠绕通常被称为交叉缆線。一根交叉线连接起来的两台设备，设备1的网卡的发送端连接到了设备2的网卡的接收端，同样设备1的网卡的接受端连接到了设备2的网卡的发送端。对于10M网与100M网，不同性质的设备相连（如计算机与交换机之间）要使用交叉线。对于千兆网，使用了全部8根线的交叉线相连。
现在的交换机的各端口一般都能自动识别并自适应交叉线及平行线。因此，仅使用交叉线基本能适应各种情形。
在568标准的解释中，Tip and Ring指的是TRS连接器，即等同于连接器的正负极部分。一个100BASE-TX传送器提供三种不同电压： +1V、 0V 或是 −1V。

### T568A、B 纏繞標準線序
| Pin | 对 | Wire | 颜色  |
| --- | -- | ---- | ----- |
| 1   | 3  | tip  | 白/绿 |
| 2   | 3  | ring | 绿    |
| 3   | 2  | tip  | 白/橘 |
| 4   | 1  | ring | 蓝    |
| 5   | 1  | tip  | 白/蓝 |
| 6   | 2  | ring | 橘    |
| 7   | 4  | tip  | 白/褐 |
| 8   | 4  | ring | 褐    |

| Pin | 对 | Wire | 颜色  |
| --- | -- | ---- | ----- |
| 1   | 2  | tip  | 白/橘 |
| 2   | 2  | ring | 橘    |
| 3   | 3  | tip  | 白/绿 |
| 4   | 1  | ring | 蓝    |
| 5   | 1  | tip  | 白/蓝 |
| 6   | 3  | ring | 绿    |
| 7   | 4  | tip  | 白/褐 |
| 8   | 4  | ring | 褐    |